# Нийхабаръю
Нийхабаръю (устар. Нойхабаръю) — река в России, течёт по территории Ненецкого автономного округа. Берёт начало на возвышенности Лыммусюр. Устье реки находится в 85 км по левому берегу реки Серчейю на высоте 70 м над уровнем моря. Длина реки составляет 51 км.
В 29 км от устья, по правому берегу реки впадает река Сиговейвис.

## Данные водного реестра
По данным государственного водного реестра России относится к Двинско-Печорскому бассейновому округу, водохозяйственный участок реки — Печора от впадения реки Уса до водомерного поста Усть-Цильма, речной подбассейн реки — Печора ниже впадения Усы. Речной бассейн реки — Печора.
Код объекта в государственном водном реестре — 03050300112103000073607.